# مانويل جواو راموس
مانويل جواو راموس (بالبرتغالية: Manuel João Ramos‏) هو عالم إنسان برتغالي، ولد في 1960.